# Laportea decumana
Laportea decumana är en nässelväxtart som först beskrevs av William Roxburgh, och fick sitt nu gällande namn av Hugh Algernon Weddell. Laportea decumana ingår i släktet Laportea och familjen nässelväxter. Inga underarter finns listade i Catalogue of Life.